# Свиннен, Петер
Петер Агнес Август Свиннен (нидерл. Peter Agnes August Swinnen; род. 31 января 1965, Лир) — бельгийский композитор.
Окончил Брюссельскую консерваторию (1992), занимался также композицией под руководством Андре Лапорта в Музыкальной капелле королевы Елизаветы, прошёл мастер-классы Майкла Финнисси и Брайана Фернихоу.
В 1990—1997 гг. преподавал виолончель в различных учебных заведениях, одновременно с 1992 г. преподаватель музыкального анализа в Брюссельской консерватории. С 1997 г. сотрудник кафедры музыковедения Лёвенского католического университета, работа Свиннена была связана с деятельностью Центра документации новой музыки MATRIX. Работал также на Фламандском радио. В 2008—2017 гг. директор нидерландоязычной части Брюссельской консерватории. Одновременно с 2005 г. президент фламандского отделения Международного общества современной музыки, с 2007 г. вице-президент, в 2013—2019 гг. президент Общества.
Ученические работы Свиннена следовали, в целом, за Новой венской школой, в дальнейшем его творчество обогатилось экспериментами с компьютерными технологиями. Характерной приметой творческой индивидуальности Свиннена является его пристрастие к игре слов в названиях произведений. Среди работ Свиннена — опера «Старая дама и бродячая девочка» (фр. La vieille dame et la fille nomade; 1998), симфонические, камерные, фортепианные сочинения. Уже в начале 1990-х гг. музыка Свиннена получила ряд региональных премий. В 1997 и 2001 гг. он выигрывал соревнование композиторов в рамках Конкурса имени королевы Елизаветы.